# 화씨 451 (1966년 영화)
《화씨 451》(Fahrenheit 451)는 1966년에 개봉한 프랑스의 디스토피아, 드라마 영화이다. 프랑수아 트뤼포가 감독과 공동 각본을 맡았으며, 레이 브래드버리의 동명 소설이 영화의 원작이다.

## 출연

### 주연
- 오스카 베르너
- 줄리 크리스티

### 조연
- 시릴 쿠삭
- 안톤 디프링
- 제레미 스펜서
- 비 뒤펠

## 기타
- 원작자: 레이 브래드버리
- 협력프로듀서: 마이클 달라머
- 협력프로듀서: 제인 C. 너스바움
- 미술: 시드 케인
- 미술: 토니 월톤
- 의상: 토니 월톤